# Jimmy Garrison
Jimmy Garrison   (Miami, 3 de març de 1934 - Nova York, 7 d'abril de 1976) va ser un contrabaixista de jazz estatunidenc. És recordat sobretot per la seva associació amb John Coltrane del 1961 al 1967.

## Carrera
Garrison es va criar a Miami, Florida i Filadèlfia, on va aprendre a tocar el baix. Garrison va arribar a la majoria d'edat a l'escena jazzística de Filadèlfia dels anys 50, que incloïa als baixistes Reggie Workman i Henry Grimes, el pianista McCoy Tyner i el trompetista Lee Morgan. Entre 1957 i 1962, Garrison va tocar i enregistrar amb el trompetista Kenny Dorham; el clarinetista Tony Scott; el bateria Joe Joe Philly Jones; i els saxofonistes Bill Barron, Lee Konitz i Jackie McLean, a més de Curtis Fuller, Benny Golson, Lennie Tristano i Pharoah Sanders, entre d'altres. El 1961 va gravar amb Ornette Coleman, apareixent als àlbums de Coleman Ornette on Tenor i The Art of the Improvisors. També va treballar amb Walter Bishop, Jr. i Cal Massey durant els primers anys de la seva carrera.
Es va unir formalment al quartet de Coltrane el 1962, en substitució de Workman. El llarg trio blues "Chasin 'the Trane" és una de les seves primeres actuacions enregistrades amb Coltrane i Elvin Jones. Garrison va actuar en molts enregistraments de Coltrane, inclòs A Love Supreme. En concert amb Coltrane, Garrison tocava sovint solos improvisats no acompanyats, de vegades com a presentacions de cançons abans de la incorporació dels altres músics. Després de la mort de John Coltrane, Garrison va treballar i enregistrar amb Alice Coltrane, Hampton Hawes, Archie Shepp, Clifford Thornton i grups liderats per Elvin Jones.
Garrison també va treballar amb Ornette Coleman durant la dècada de 1960, primer enregistrant amb ell el 1961 a Ornette on Tenor. Ell i Elvin Jones van gravar amb Coleman el 1968 i se'ls ha atribuït haver provocat un toc més contundent de l'habitual de Coleman als discos New York Is Now! i Love Call.

## Vida personal
Jimmy Garrison tenia quatre filles i un fill. Amb la seva primera esposa Robbie va tenir tres filles, la Robin, Lori i la vocalista de jazz amb seu a Itàlia Joy Garrison. Amb la seva segona esposa, la ballarina i coreògrafa Roberta Escamilla Garrison, va tenir a Maia Claire i al baixista de jazz Matt Garrison.
Jimmy Garrison va morir de càncer de pulmó el 7 d'abril de 1976.
El 25 de juny de 2019, la revista The New York Times Magazine va incloure a Jimmy Garrison entre centenars d'artistes el material es va destruir segons el foc universal de 2008.
El 1971 i el 1972, Garrison va ensenyar com a artista visitant a la Universitat de Wesleyan i al Bennington College.